# Le Livre d'or de la science-fiction : Michael Moorcock
Le Livre d'or de la science-fiction : Michaël Moorcock est une anthologie de quinze nouvelles de science-fiction consacrée à l'œuvre de Michael Moorcock, publiée en mars 1981 en France. Rassemblées par Maxim Jakubowski, les nouvelles sont parues entre 1959 (Paix sur la Terre) et 1978 (La Péninsule de Cassandre).

## Publication
L'anthologie fait partie de la série francophone Le Livre d'or de la science-fiction, consacrée à de nombreux écrivains célèbres ayant écrit des œuvres de science-fiction. Elle ne correspond pas à un recueil déjà paru aux États-Unis ; il s'agit d'un recueil inédit de nouvelles, édité pour le public francophone, et en particulier les lecteurs français.
L'anthologie a été publiée en mars 1981 aux éditions Presses Pocket, collection Science-fiction no 5105  (ISBN 2-266-01012-3) ; elle a été rééditée en 1990 dans la collection Le Grand Temple de la S-F avec pour titre Le Cavalier Chaos.
L'image de couverture a été réalisée par Marcel Laverdet.

## Préface
- Michael Moorcock de A à Z, préface de Maxim Jakubowski.

## Liste des nouvelles
- Ma vie (My life, 1959), traduction Jean Bailhache
- Paix sur la Terre (Peace on Earth, 1959), traduction Jean Bailhache, coécrit avec Barrington J. Bayley.
- Lee Seward contre M-A 19 (The Deep Fix, 1963), traduction Jean Bailhache
- L'Homme qui habitait le temps (The Time Dweller, 1963), traduction Martine Witznitzer
- Fuite de nuit (Escape from Evening, 1964), traduction Jean Bailhache
- La Montagne (The Mountain, 1965), traduction Sonia Florens
- Le Jardin d'agrément de Felipe Sagittarius (The Pleasure Garden of Felipe Sagittarius, 1966), traduction Chantal Plançon et Jacques Chambon
- Voici l'homme (Behold the Man, 1966), traduction Martine Witznitzer
- L'Histoire du monde (Pride of Empire, 1970), traduction Martine Witznitzer
- À Prague en 68 (The Tank Trapeze, 1968), traduction Héléne Bouboulis
- Nature de la catastrophe (The Nature of the Catastrophe, 1969), traduction Françoise Cartano
- Roses pâles (Pale Roses, 1974), traduction Héléne Bouboulis
- Un chanteur mort (A Dead Singer, 1974), traduction Maxim Jakubowski
- La Femme troubadour (The Ministel Girl, 1977), traduction Héléne Bouboulis
- La Péninsule de Cassandre (The Kassandra Peninsula, 1977), traduction Hélène Bouboulis